# Francisco Lombardo
Juan Francisco Lombardo (Mendoza, 27 agosto 1925 – Las Heras, 24 maggio 2012) è stato un calciatore argentino, di ruolo centrocampista o difensore.

## Caratteristiche tecniche
Giocava come centrocampista di destra nel 2-3-5 o come terzino, sempre sulla stessa fascia, nel 3-2-5.

## Carriera

### Club
Cresciuto nel Newell's Old Boys, con cui debuttò a ventidue anni, senza raggiungere alte posizioni in classifica, dopo aver messo insieme più di cento presenze fu chiamato dal Boca Juniors nel 1952. Con la squadra di Buenos Aires si impose come un titolare fisso, formando la linea mediana a fianco di Mouriño e Pescia. Nel 1954 vinse il primo e unico titolo a livello di club della sua carriera: il Boca Juniors, difatti, con 45 punti si laureò campione d'Argentina, precedendo Independiente e River Plate. Alla soglia delle duecento presenze con il club, Lombardo scelse di trasferirsi proprio ai principali rivali cittadini, il River Plate, per la stagione 1961; qui, dopo 9 presenze, chiuse la sua carriera in massima serie nazionale. Si trasferì difatti all'Independiente Rivadavia, giocando nel torneo locale di Mendoza fino al 1964.

### Nazionale
Prese parte al suo primo torneo ufficiale con la selezione argentina nel 1955, in occasione del Sudamericano di quell'anno; fece parte dello schieramento titolare in tutte le partite disputate dalla sua Nazionale nella competizione, occupando sempre il consueto ruolo di centrocampista di destra. A Uruguay 1956 la situazione fu analoga: ancora una volta, Lombardo partì sempre dall'inizio e giocò tutti i minuti di ogni incontro. Non fu convocato per Perù 1957; per Svezia 1958, il modulo della selezione fu modificato, passando dal 2-3-5 al 3-2-5; in virtù di tale cambiamento, Lombardo giocò sempre da difensore di fascia destra, a fianco di  Vairo e Rossi. Durante Argentina 1959, suo ultimo torneo disputato con la selezione, riprese il vecchio ruolo; inizialmente chiuso da Carmelo Simeone, ne prese il posto a partire dal secondo tempo della sfida con la Bolivia, e mantenne la condizione di titolare fino alla finale, quando fu sostituito dallo stesso Simeone.

## Palmarès

### Club
- Campionato argentino: 1

Boca Juniors: 1954

### Nazionale
- Campeonato Sudamericano de Football: 2

Cile 1955, Argentina 1959